# Episodi di Quella strana ragazza (terza stagione)
La terza stagione della serie televisiva Quella strana ragazza (That Girl) è andata in onda negli Stati Uniti dal 26 settembre 1968 al 27 marzo 1969 sulla ABC.
| nº | Titolo originale                              | Prima TV USA      | Titolo italiano | Prima TV Italia |
| -- | --------------------------------------------- | ----------------- | --------------- | --------------- |
| 1  | Sock It to Me                                 | 26 settembre 1968 |                 |                 |
| 2  | The Hi-Jack and the Mighty                    | 3 ottobre 1968    |                 |                 |
| 3  | Eleven Angry Men and That Girl                | 10 ottobre 1968   |                 |                 |
| 4  | 7 1/4 (1)                                     | 17 ottobre 1968   |                 |                 |
| 5  | 7 1/4 (2)                                     | 24 ottobre 1968   |                 |                 |
| 6  | Secret Ballot                                 | 31 ottobre 1968   |                 |                 |
| 7  | The Face in the Shower Room Door              | 7 novembre 1968   |                 |                 |
| 8  | A Muggy Day in Central Park                   | 14 novembre 1968  |                 |                 |
| 9  | Just Donald and Me and Jerry Makes Three      | 21 novembre 1968  |                 |                 |
| 10 | The Seventh Time Around                       | 28 novembre 1968  |                 |                 |
| 11 | Ann vs. Secretary                             | 5 dicembre 1968   |                 |                 |
| 12 | Decision Before Dawn                          | 12 dicembre 1968  |                 |                 |
| 13 | Should All our Old Acquaintances be Forgot    | 26 dicembre 1968  |                 |                 |
| 14 | The Homewrecker and the Window Washer         | 2 gennaio 1969    |                 |                 |
| 15 | The Eye of the Beholder                       | 9 gennaio 1969    |                 |                 |
| 16 | Dark on Top of Everything Else                | 16 gennaio 1969   |                 |                 |
| 17 | The Earrings                                  | 23 gennaio 1969   |                 |                 |
| 18 | Many Happy Returns                            | 30 gennaio 1969   |                 |                 |
| 19 | My Sister's Keeper                            | 6 febbraio 1969   |                 |                 |
| 20 | There Was a Time Ann Met a Pie Man            | 13 febbraio 1969  |                 |                 |
| 21 | The Subject Was Rabies                        | 20 febbraio 1969  |                 |                 |
| 22 | The Defiant One                               | 27 febbraio 1969  |                 |                 |
| 23 | Fly Me to the Moon                            | 6 marzo 1969      |                 |                 |
| 24 | It's So Nice to Have a Mouse Around the House | 13 marzo 1969     |                 |                 |
| 25 | Bad Day at Marvin Gardens                     | 20 marzo 1969     |                 |                 |
| 26 | Sue Me, Sue Me, What Can You Do Me?           | 27 marzo 1969     |                 |                 |

## Sock It to Me
- Prima televisiva: 26 settembre 1968
- Diretto da: James Sheldon
- Scritto da: Martin Donovan, Stan Cutler

### Trama
- Guest star: Barry Sullivan (se stesso), Lew Parker (Mr. Marie), Milton Selzer (Sidney Gold)

## The Hi-Jack and the Mighty
- Prima televisiva: 3 ottobre 1968
- Diretto da: John Rich
- Scritto da: Ruth Brooks Flippen

### Trama
- Guest star: Dick Wesson (navigatore), Arthur Julian (Binswanger), Arlene Golonka (Terry), Valentin de Vargas (Gracie), Jane Dulo (Stevenson), David McLean (pilota), Lew Parker (Mr. Marie)

## Eleven Angry Men and That Girl
- Prima televisiva: 10 ottobre 1968
- Diretto da: Hal Cooper
- Scritto da: Stan Cutler, Martin Donovan

### Trama
- Guest star: Stuart Margolin (Talley), Bobo Lewis (Mrs. Franklin), Hope Summers (Miss Marker), David Ketchum (Packard), Vinton Hayworth (giudice), Joseph V. Perry (ufficiale pubblico), Dick Wilson (Mr. Franklin), Joe Besser (caposquadra)

## 7 1/4 (1)
- Prima televisiva: 17 ottobre 1968
- Diretto da: Hal Cooper
- Scritto da: Arthur Julian

### Trama
- Guest star: Art Lewis (fattorino), Lea Marmer (cameriera), Buddy Lester (cameriere), George N. Neise (impiegato), Lew Parker (Mr. Marie)

## 7 1/4 (2)
- Prima televisiva: 24 ottobre 1968
- Diretto da: Hal Cooper
- Scritto da: Arthur Julian

### Trama
- Guest star: Stuart Margolin (Leonard Stanley), Ken Lynch (Carl Sheldon), Lew Parker (Mr. Marie), Frank DeVol (Mr. Barber), Jesse White (Phil Bender), Peter Bonerz (Larry Yorkin)

## Secret Ballot
- Prima televisiva: 31 ottobre 1968
- Diretto da: John Rich
- Scritto da: Richard Baer

### Trama
- Guest star: Lew Parker (Mr. Marie), Rosemary DeCamp (Mrs. Marie)

## The Face in the Shower Room Door
- Prima televisiva: 7 novembre 1968
- Diretto da: Danny Arnold
- Soggetto di: Harvey Miller, Bill Idelson

### Trama
- Guest star: Cesare Danova (Federico), Leon Colker (cameriere), Jerry Riggio (cameriere), Renzo Cesana (capocameriere)

## A Muggy Day in Central Park
- Prima televisiva: 14 novembre 1968
- Diretto da: Hal Cooper
- Scritto da: Arthur Julian

### Trama
- Guest star: Dort Clark (agente di polizia in ufficio), Joseph V. Perry (Foster), Lew Parker (Mr. Marie), Dick Wesson (Charlie), Bruce Mars (Schaffner), Paul Sorenson (Morgan), Noam Pitlik (Harry Walters)

## Just Donald and Me and Jerry Makes Three
- Prima televisiva: 21 novembre 1968
- Diretto da: James Sheldon
- Scritto da: Martin Donovan, Stan Cutler

### Trama
- Guest star: Carolyn Daniels (Ruth Bauman), Karen Arthur (Gloria), Bernie Kopell (Jerry Bauman)

## The Seventh Time Around
- Prima televisiva: 28 novembre 1968
- Diretto da: Richard Kinon
- Scritto da: Carl Kleinschmitt

### Trama
- Guest star: Bernie Kopell (Jerry Bauman), Frank Alesia (messaggero), Ivor Barry (Earl), Benay Venuta (Trixie)

## Ann vs. Secretary
- Prima televisiva: 5 dicembre 1968
- Diretto da: Hal Cooper
- Scritto da: Ruth Brooks Flippen

### Trama
- Guest star: George Dega (capitano), Leon Colker (cameriere), Carolyn Daniels (Ruth Bauman), Queenie Smith (segretario/a), Mary Frann (Pat)

## Decision Before Dawn
- Prima televisiva: 12 dicembre 1968
- Diretto da: King Donovan
- Scritto da: Jinx Kragen

### Trama
- Guest star: Vic Tayback (Max), Joe Higgins (Noel), Rosemary DeCamp (Mrs. Marie), Woodrow Parfrey (impiegato), Larry Storch (John McKenzie), Lew Parker (Mr. Marie)

## Should All our Old Acquaintances be Forgot
- Prima televisiva: 26 dicembre 1968
- Diretto da: Hal Cooper
- Scritto da: Martin Donovan, Stan Cutler

### Trama
- Guest star: Cliff Norton (Charlie), Renata Vanni (Mrs. Bretano), Rosemary DeCamp (Mrs. Marie), Carolyn Daniels (Ruth Bauman), Bernie Kopell (Jerry Bauman), Franco Corsaro (Mr. Brentano), Lew Parker (Mr. Marie)

## The Homewrecker and the Window Washer
- Prima televisiva: 2 gennaio 1969
- Diretto da: Hal Cooper
- Scritto da: Stan Cutler, Martin Donovan
- Soggetto di: Ken Englund

### Trama
- Guest star:

## The Eye of the Beholder
- Prima televisiva: 9 gennaio 1969
- Diretto da: James Sheldon
- Scritto da: Paul Wayne

### Trama
- Guest star:

## Dark on Top of Everything Else
- Prima televisiva: 16 gennaio 1969
- Diretto da: Ted Bessell
- Scritto da: Carl Kleinschmitt

### Trama
- Guest star: George Fenneman (TV Announcer)

## The Earrings
- Prima televisiva: 23 gennaio 1969
- Diretto da: Russ Mayberry
- Scritto da: Howard Leeds

### Trama
- Guest star:

## Many Happy Returns
- Prima televisiva: 30 gennaio 1969
- Diretto da: Jay Sandrich
- Scritto da: John Whedon

### Trama
- Guest star:

## My Sister's Keeper
- Prima televisiva: 6 febbraio 1969
- Diretto da: John Rich
- Scritto da: Sam Denoff, Bill Persky

### Trama
- Guest star: Terre Thomas (Rose Cassinetti), Tony Thomas (Tony Cassinetti), McLean Stevenson (Mr. McKorkle), Judith Cassmore (segretario/a)

## There Was a Time Ann Met a Pie Man
- Prima televisiva: 13 febbraio 1969
- Diretto da: Russ Mayberry
- Scritto da: Milt Rosen

### Trama
- Guest star:

## The Subject Was Rabies
- Prima televisiva: 20 febbraio 1969
- Diretto da: Jay Sandrich
- Scritto da: Skip Webster

### Trama
- Guest star:

## The Defiant One
- Prima televisiva: 27 febbraio 1969
- Diretto da: Richard Kinon
- Scritto da: Richard Baer
- Soggetto di: Richard Baer, Gene Boland

### Trama
- Guest star: Sidney Clute (agente di polizia in ufficio)

## Fly Me to the Moon
- Prima televisiva: 6 marzo 1969
- Diretto da: Richard Kinon
- Scritto da: John McGreevey

### Trama
- Guest star:

## It's So Nice to Have a Mouse Around the House
- Prima televisiva: 13 marzo 1969
- Diretto da: Russ Mayberry
- Scritto da: Ruth Brooks Flippen

### Trama
- Guest star:

## Bad Day at Marvin Gardens
- Prima televisiva: 20 marzo 1969
- Diretto da: Danny Arnold
- Scritto da: Carl Kleinschmitt

### Trama
- Guest star:

## Sue Me, Sue Me, What Can You Do Me?
- Prima televisiva: 27 marzo 1969
- Diretto da: Russ Mayberry
- Scritto da: Danny Arnold, Ruth Brooks Flippen, Milt Rosen

### Trama
- Guest star: Byron Keith (dottor Wheeler), Alan Oppenheimer (Stuart Hurley), David Lewis (Robert "Big Bob" Prentice)